# Euplexia clarior
Euplexia clarior är en fjärilsart som beskrevs av W. Warren 1913. Euplexia clarior ingår i släktet Euplexia och familjen nattflyn. Inga underarter finns listade i Catalogue of Life.